# Adam Łajtar
Adam Łajtar (ur. 1960) – polski historyk antyku, papirolog, nubiolog, archeolog, epigrafik, prof. dr hab.

## Życiorys
Absolwent Uniwersytetu Warszawskiego. Doktorat i habilitacja tamże. Profesor aktualnie zatrudniony w Zakładzie Papirologii Instytutu Archeologii Wydziału Historycznego Uniwersytetu Warszawskiego. Jest przewodniczącym Komisji Wydawniczej Komitetu Nauk o Kulturze Antycznej Polskiej Akademii Nauk. Jest jednym z redaktorów pisma „The Journal of Juristic Papyrology”.

## Wybrane publikacje
- Die Inschriften von Byzantion. Teil I. Die Inschriften, herausgegeben von Adam Łajtar. Inschriften griechischer Städte aus Kleinasien 58, Bonn: Dr. Rudolf Habelt 2000.
- Catalogue des inscriptions grecques du Musée National de Varsovie, par Adam Łajtar, Alfred Twardecki, transl. by Katarzyna Bartkiewicz, Varsovie: Fundacja im. Rafała Taubenschlaga - Musée National 2003.
- Deir el-Bahari in the hellenistic and roman periods: a study of an Egyptian temple based on greek sources, Warsaw: Institute of Archaeology. Warsaw University - Fundacja im. Rafała Taubenschlaga 2006.
- Between the cataracts : proceedings of the 11th Conference of Nubian Studies, Warsaw University, 27 August - 2 September 2006. Part 2, fasc. 2, Session papers, substantive ed. Włodzimierz Godlewski, Adam Łajtar, Warsaw: Warsaw University Press 2010.
- Between the cataracts: proceedings of the 11th Conference of Nubian Studies, Warsaw University, 27 August - 2 September 2006. Part 2, fasc. 1, Session papers, substantive ed. Włodzimierz Godlewski, Adam Łajtar, Warsaw: Warsaw University Press 2010.
- Qasr Ibrim: the Greek and Coptic inscriptions: published on behalf of the Egypt exploration society, by Adam Łajtar, Jacques van der Vliet, Warsaw: Warsaw University. Faculty of Law and Administration 2010.
- Nubian voices: studies in Christian Nubian culture, ed. by Adam Łajtar, Jacques van der Vliet, with the assistance of Grzegorz Ochała, Giovanni Ruffini, Warsaw: Fundacja im. Rafała Taubenschlaga 2011.